# Tautomeria

Tautomeria etanal-etenol

La tautomeria, tautomerisme o isomeria dinàmica, és un equilibri químic entre dos isòmers que són anomenats tautòmers. Compleix la fórmula general:
{\displaystyle {\ce {G-X-Y=Z <=> X=Y-Z-G}}}
Els grups {\displaystyle {\ce {X}}}, {\displaystyle {\ce {Y}}} i {\displaystyle {\ce {Z}}} són, generalment àtoms de carboni, hidrogen, oxigen o sofre. El grup {\displaystyle {\ce {G}}} és un electròfug o un nucleòfug.
La paraula «tautomeria» fou proposada pel químic alemany Peter Conrad Laar (1853–1929) i prové del grec ταυτος, que significa «el mateix» i de μερος, «part». La diferència entre isomeria i tautomeria és més quantitativa que no pas qualitativa, i depèn fonamentalment de la barrera energètica existent entre les diferents formes tautomèriques d'un sistema determinat. Així, formes d'un compost que a una temperatura determinada són fàcilment interconvertibles poden esdevenir estables i àdhuc separables a temperatures prou baixes. D'altra banda, la composició d'equilibri d'un sistema tautomèric és determinada, a cada temperatura, per la diferència d'energia de Gibbs entre les distintes formes.

## Evolució històrica
Històricament, el concepte de tautomeria fou descobert el 1876 pel químic rus Aleksandr Mikhàilovitx Bútlerov (1828–1886), però no fou fins al 1885 que el químic alemany Peter Conrad Laar comprengué en tota la seva extensió els fenòmens de tautomeria i els definí en el sentit actual. Un altre avanç important el proporcionà l'aïllament de les primeres formes ceto i enol per part de Rainer Ludwing Claisen (1851–1930) el 1896.
Altres termes foren proposats per diferents investigadors: P. Jacobson el 1888 proposà «desmotropia», que ve dels mots grecs δεσμός, que significa «aglutinant, medi d'unió», i de τρόπος trópos que significa «canvi», A. Michael «merotropia», del grec μερος, «part, porció» i de τρόπος, «canvi», P.C. Laar també «pseudomeria» del grec ψεῦδος, pseûdos, «falsedat» i de μερος, «part» i Claisen «tropomeria», del grec τρόπος, «canvi» i de μερος, «part, porció».

## Tipus
Hi ha diversos esquemes de classificació per a processos tautomèrics que es basen en característiques estructurals, propietats topològiques de la xarxa d'enllaços o en les característiques del mecanisme de reacció. L'aplicació per part dels químics alemanys Ludwig Knorr (1859–1921) i Johannes Wislicenus (1835–1902) de la teoria dels electròlits a l'anàlisi de la naturalesa de les reaccions de la tautomeria ha fet que les transformacions tautomèriques es considerin, almenys, les reaccions de dos passos el primer pas de les quals és la ionització de l'enllaç que es trenca. Depenent de si un grup migratori és un catió o un anió els processos tautomèrics s'han dividit en cationotropia i anionotropia. A aquests tipus de tautomerisme s'hi han afegit els tipus de valència i el d'anell-cadena que no encaixen en el marc de les reaccions cationòtropiques i anionotròpiques. Cadascun dels quatre tipus principals esmentats anteriorment es divideix a més en una sèrie de subdivisions segons les peculiaritats estructurals del fragment molecular al qual està unit el grup migratori.

### Cationotropia
La cationotropia és una tautomeria en la qual les estructures difereixen per la posició d’un àtom o d’un grup d’àtoms que són capaços de donar un catió estable, de tal manera que hom pot considerar que el pas d’una estructura a l’altra és formalment causat per la migració d’un catió. Hom l’anomena prototropia quan l’àtom mòbil és l’hidrogen; l'enolització n'és un exemple.

#### Prototropisme

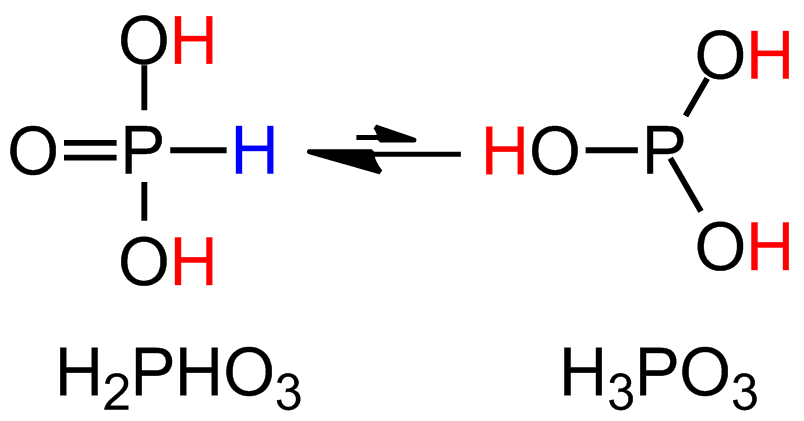
Prototropisme a l'àcid fosforós.

El prototropisme és un tipus de cationotropia en el qual les dues formes en equilibri són intercanviables mitjançant el desplaçament d’un àtom d’hidrogen. Aquest concepte fou introduït per Thomas M. Lowry el 1923 i constituí el primer intent de sistematitzar els fenòmens de tautomerisme. Tot i que en un principi s’aplicà als casos en els quals l’espècie migradora era un protó, actualment el concepte ha estat estès a qualsevol mena de desplaçament d’un àtom d’hidrogen, sia per mecanismes iònics, radicalaris o concertats, que condueixin a un equilibri tautomèric. Un exemple característic de prototropisme és el tautomerisme cetoenòlic, en el qual simultàniament ocorre una desmotropia.

### Anionotropia
L'anionotropia és una tautomeria en la qual les estructures difereixen per la posició d’un àtom o d’un grup d’àtoms que són capaços de donar un anió estable, de tal manera, que el pas d’una estructura a l’altra pot ser considerat formalment causat per la migració d’un anió. El cas més conegut d’anionotropia és el dels composts al·lílics. Per exemple entre l'1-clorobut-2-è i el 3-clorobut-1-è es pot interpretar com un desplaçament de l'anió clorur {\displaystyle {\ce {Cl-}}} del carboni 1 al carboni 3.
{\displaystyle {\ce {CH3CH=CHCH2Cl <=> CH3CHClCH=CH2}}}

### Tautomeria de valència

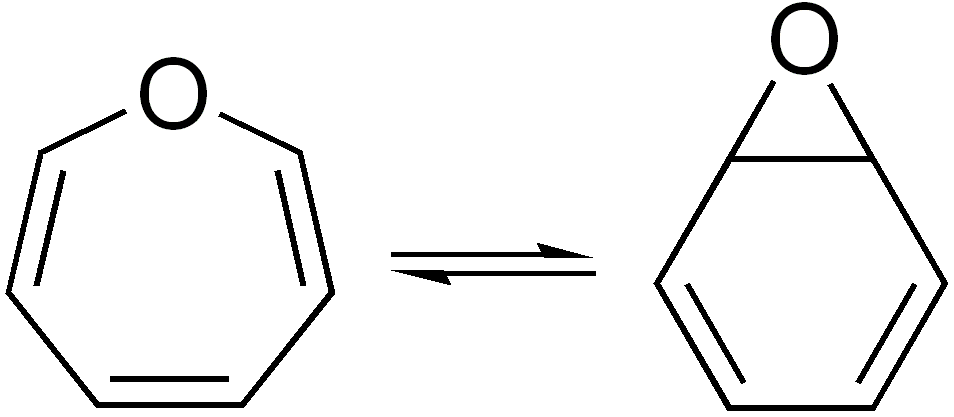
Tautomeria de valència.

La tautomeria de valència és una tautomeria que es presenta en els sistemes en què les distintes formes tautomèriques difereixen entre elles únicament en el sistema d'enllaços, sense cap variació en l'ordre d'unió dels àtoms.
Els tautomerismes de valència són processos ràpids i reversibles en el curs dels quals canvia la distribució d'enllaços d'un compost (desapareixen o es formen certs enllaços simples o dobles, respectivament) sense desplaçament de cap àtom o grup de la molècula. Les disposicions espacials d'alguns àtoms o grups poden, però, canviar.

### Tautomeria anell-cadena

Tautomeria anell-cadena a una ribosa (δ-hidroxialdehid-hemiacetal).

La tautomeria anell-cadena és una tautomeria entre un compost de cadena oberta i la forma cíclica corresponent. És un exemple de tautomeria anell-cadena l'equilibri que es dona en els sucres entre els γ-hidroxialdehids o els δ-hidroxialdehids i els hemiacetals cíclics de cinc o sis membres.